# Георг I (герцог Померании)
Георг I Померанский (нем. Georg I. von Pommern; 11 апреля 1493, Дарлово — 10 мая 1531, Штеттин) — герцог (князь) Померании, Щецина и Вольгаста (1523—1531).

## Биография
Представитель династии Грифичей. Старший сын герцога Померании Богуслава X Великого и польской принцессы Анны Ягеллонки.
С 1508 года Георг жил при дворе своего дяди, герцога Георга Саксонского, в Дрездене. Там же он учился, затем продолжил образование в Гейдельбергском университете. С 1518 года Георг помогал своему отцу Богуславу X в управлении герцогством.
В 1523 году после смерти Богуслава X братья Георг I и Барним IX Благочестивый стали совместно управлять Померанским герцогством.

## Польский вассалитет надЛемборкомиБытувом
В 1526 году Георг I Померанский со своей свитой прибыл в Гданьск, где тогда находился его дядя, польский король Сигизмунд Казимирович Старый. Стороны планировали обсудить вопросы о невыплате приданого Анны Польской (ок. 30 тысяч польских грошей) и вассальную зависимость приграничных замков Лемборк и Бытув. Герцоги Георг I и Барним IX признали официальную зависимость от Польши. Было заключено польско-померанское перемирие, в которое был включен и Мекленбург, о продлении ленной зависимости Лемборско-Бытувской земли от Польши. Братья Георг и Барним согласились на уменьшение материнского приданого до 12 тысяч польских грошей.

## Претензии Бранденбурга на Западную Померанию
В 1521 году герцог Георг I Померанский принял активное участие в Вормском съезде. Он посетил Краков, где просил у своего дяди Сигизмунда Старого о помощи и опеку над герцогством в споре с Бранденбургом. В 1527 году герцог Померании вновь участвовал в имперском съезде в Шпейере. Несмотря на несколько предпринятых попыток, претензии курфюрста Бранденбурга на Померанию не были улажены. Переговоры на съезде в Йютербоге также завершились безуспешно. 25 августа 1529 года в Гржиме (Бранденбургская марка) курфюрст Иоахим I Нестор отказался от своих претензий на Западную Померанию и признал её леном императора Священной Римской империи, но получил право наследования после прекращения линии династии Грифичей.

## Реформация в Щецине
Герцог Георг I Померанский впервые встретил Мартина Лютера в 1521 году на сейме в Вормсе, куда реформатор был вызван самим германским императором. Несмотря на осуждение и признание Мартина Лютера еретиком, Георг Померанский попал под сильное влияние реформации. В 1523 году Мартин Лютер отправил в Штеттин богослова Паула фон Роде. Дело в том, что городской совет Щецина отправил письмо основателю лютеранства Мартину Лютеру о налоговых льготах католического духовенства. Мартин Лютер дал однозначный ответ — католическое духовенство должно платить налоги наравне с остальными жителями города. Пауль фон Роде прибыл в Щецин, где стал активно проповедовать новую религию на рынке и в порту. Очень быстро городские богачи перешли на сторону лютеранства и стали требовать изменений в католической церкви. Над введением новой религии осуществлял контроль герцог Георг Померанский, который уже самостоятельно правил в своих владениях. В город прибыло несколько проповедников, радикальных клериков, которые призывали население на борьбу против существующего порядка. Большинство горожан вместе с частью дворянства перешли на сторону новой религии. Угроза восстания и связанный с ним страх парализовал пастырскую работу католических священнослужителей. В такой обстановке католические священники вынуждены были покинуть Щецин (Штеттин). Пауль фон Роде получил право на служение литургии и обрядов лютеранской церкви Святого Якова в Щецине.

## Захват католического имущества
В период реформации в герцогстве начались спонтанные выступления лютеран. Они организовывали нападения на римско-католические церкви, грабили церковные ценности вместе с остальным имуществом католической церкви. По приказу герцога Георга Померанского его чиновники захватили всё церковное имущество, особенно в маленьких городах и селах, со всеми монастырскими и епископскими владениями. Было изъято 45 церквей и монастырей (1/3 земель герцогства).

## Последние годы жизни
Примерно в 1530 году, когда был урегулирован вопрос о приданом Маргариты Бранденбургской, первой жены Богуслава X (30 тысяч гульденов), был решен вопрос о женитьбе герцога Георга. Его женой стала Маргарита Бранденбургская (1511—1577), дочь бранденбургского курфюрста Иоахима I Нестора и Елизаветы Датской. Против заключения этого брака был Барним IX Благочестивый (младший брат и соправитель Георга), который в знак протеста не принял участие в свадебных торжествах.
9 мая 1531 года во время охоты Георг I Померанский заболел пневмонией. После доставки его в Щецин он умер в ночь с 9 на 10 мая. Он был похоронен 13 мая рядом с могилой своего отца Богуслава X в дворцовой церкви Святого Отто в Щецине. После смерти Георга I герцогством стали управлять его младший брат Барним IX и сын Филипп I.
Георг Померанский был мужчиной высокого роста и сильного телосложения. У него был поврежден левый глаз во время охоты. Очень походил на своего отца.

## Семья и дети
22 мая 1513 года в Щецине первым браком Георг Померанский женился на Амалии (1490—1524), дочери курфюрста Филиппа Пфальцского (1448—1508) и Маргариты Баварской (1456—1501).
23 января 1530 года в Берлине он вторично женился на Маргарите Бранденбургской (1511—1577), дочери бранденбургского курфюрста Иоахима I Нестора и Елизаветы Датской.
Дети от первого брака:
- Богуслав XI (21 марта 1514—1514), умер во младенчестве
- Филипп I (14/15 июля 1515 — 14 февраля 1560), герцог Померании, Щецина и Вольгаста
- Маргарита (25 мая 1518 — 24 июля 1569), супруга с 1547 года Эрнста III, герцога Брауншвейг-Грубенгагена.

Дети от второго брака:
- Георгия Померанская (28 ноября 1531—1573/1574), жена старосты иновроцлавского и члухувского Станислава Латальского, графа на Лабишине.

Герцог Георг Померанский также считается вероятным отцом Георга Херца (ум. 1623), протестантского пастора и проповедника. Современная генеалогия подвергает это отцовство сомнению.